# 今岡謙太郎
今岡 謙太郎（いまおか けんたろう、1964年 - ）は、日本の演芸研究家。武蔵野美術大学教養文化・学芸員課程教授（日本古典芸能）。諸芸懇話会会員、歌舞伎学会会員、楽劇学会会員。

## 来歴
神奈川県生まれ。早稲田大学第二文学部卒業、同大学院文学研究科芸術学（演劇）専攻修士課程修了、博士課程満期退学。おもな研究テーマは幕末~明治の諸芸の交流、河竹黙阿弥作品の研究。早稲田大学文学部助手、非常勤講師などを経て2003年、武蔵野美術大学助教授。現在同大学教授。早稲田大学エクステンションセンター講師などを務める。

## 人物
高校時代は演劇部に所属。大学では落語研究会に所属、林家たい平・柳家喬太郎・入船亭扇辰などと同時期に学生落語を演じていた。

## 著作
- 日本古典芸能史（2008年4月、武蔵野美術大学出版局）

### 共著・執筆
- 歌舞伎オン・ステージ　天衣紛上野初花（1997年8月、白水社） - 古井戸秀夫との共著
- 「落語の世界Ⅰ 落語の愉しみ」（2003年6月、岩波書店）- 「落語・講談と歌舞伎」執筆
- ショトル・ミュージアム 芝居絵に見る江戸・明治の歌舞伎（2003年7月、小学館）執筆
- 「落語とメディア」展図録（2016年10月、早稲田大学坪内博士記念演劇博物館）- 執筆
- 昭和の落語名人列伝（2019年7月、淡交新書）- 中川桂とともに監修執筆、宮信明・重藤暁とともに執筆。